# Пуцов (Долни Кубин)
Пуцов (слч. Pucov) насељено је мјесто са административним статусом сеоске општине (слч. obec) у округу Долни Кубин, у Жилинском крају, Словачка Република.

## Становништво
| Година:    | 1994. | 2004.   | 2014.    | 2024.   |
| ---------- | ----- | ------- | -------- | ------- |
| Број људи: | 684   | 735     | 831      | 895     |
| Разлика:   |       | +7,45 % | +13,06 % | +7,70 % |

| Година:    | 2023. | 2024.   |
| ---------- | ----- | ------- |
| Број људи: | 891   | 895     |
| Разлика:   |       | +0,44 % |

Према подацима о броју становника из 2011. године насеље је имало 769 становника.